# Chinesisch-Französischer Krieg
Fuzhou – Keelung – Tamsui – Kep – Tuyen Quang – Yu Oc – Nui Bop – Shipu – Lang Son – Dong Dang – Zhenhai – Hoa Moc – Phu Lam Tao – Bang Bo – Pescadoren
Der Chinesisch-Französische Krieg (chinesisch 中法戰争, Pinyin pinyin: Zhōng fǎ Zhànzhēng; frz. Guerre franco-chinoise; vie. Chiến tranh Pháp-Thanh) war ein Krieg zwischen dem Chinesischen Kaiserreich der Qing-Dynastie und der Dritten französischen Republik. Er wurde zwischen August 1884 und April 1885 im Gebiet von Tonkin, Taiwan und entlang der südostchinesischen Küste ausgetragen. Da die Franzosen ihre ursprünglichen Kriegsziele erreichten, wird der Krieg allgemein als französischer Sieg angesehen. Da die Chinesen jedoch auf dem Schlachtfeld einige Siege erringen konnten und sich besser schlugen als in vorangegangenen Kriegen gegen fremde Mächte, wird der Krieg dort häufig als unentschieden oder sogar chinesischer Sieg verstanden.

## Hintergrund
Frankreich hatte bereits seit dem späten 18. Jahrhundert ein grundsätzliches Interesse an den Gebieten des heutigen Vietnam. Damals begann der französische Missionar Pigneau de Béhaine, französische Freiwillige zu rekrutieren, welche Gia Long auf den Thron Vietnams helfen sollten, wo dieser später die Nguyễn-Dynastie begründete. Durch die Unterstützung Gias erhoffte Pigneau, Privilegien für die katholischen Missionare und für Frankreich zu erlangen.
Im Jahr 1858 führte Frankreich erstmals eine Expedition nach Vietnam und annektierte 1862 mehrere Provinzen im Süden des Landes, aus welchen sie 1864 die Kolonie Cochinchina formten. Dieses legte den Grundstein für das spätere Französisch-Indochina. Bald darauf begannen französische Entdecker, den Roten Fluss zu befahren und durch das nördliche Vietnam in dessen Quellgebiet nach Yunnan vorzudringen. Sie hofften, dass über diesen Fluss ein Handel mit dem inneren Chinas etabliert werden könnte, welcher die von China freigegebenen Vertragshäfen umgehen würde. Dies wurde jedoch durch die Schwarzen Flaggen verhindert, eine chinesische Banditengruppe unter Liu Yongfu, welche sich ab 1865 in Nordvietnam festgesetzt hatte. Diese kontrollierten den Flusslauf zwischen Sơn Tây und Lào Cai und ließen französische Händler, wenn überhaupt, dann nur unter sehr hohen Wegzöllen passieren, welche jeden Handel unprofitabel machten.

### Henri Rivières Expedition in Tonkin

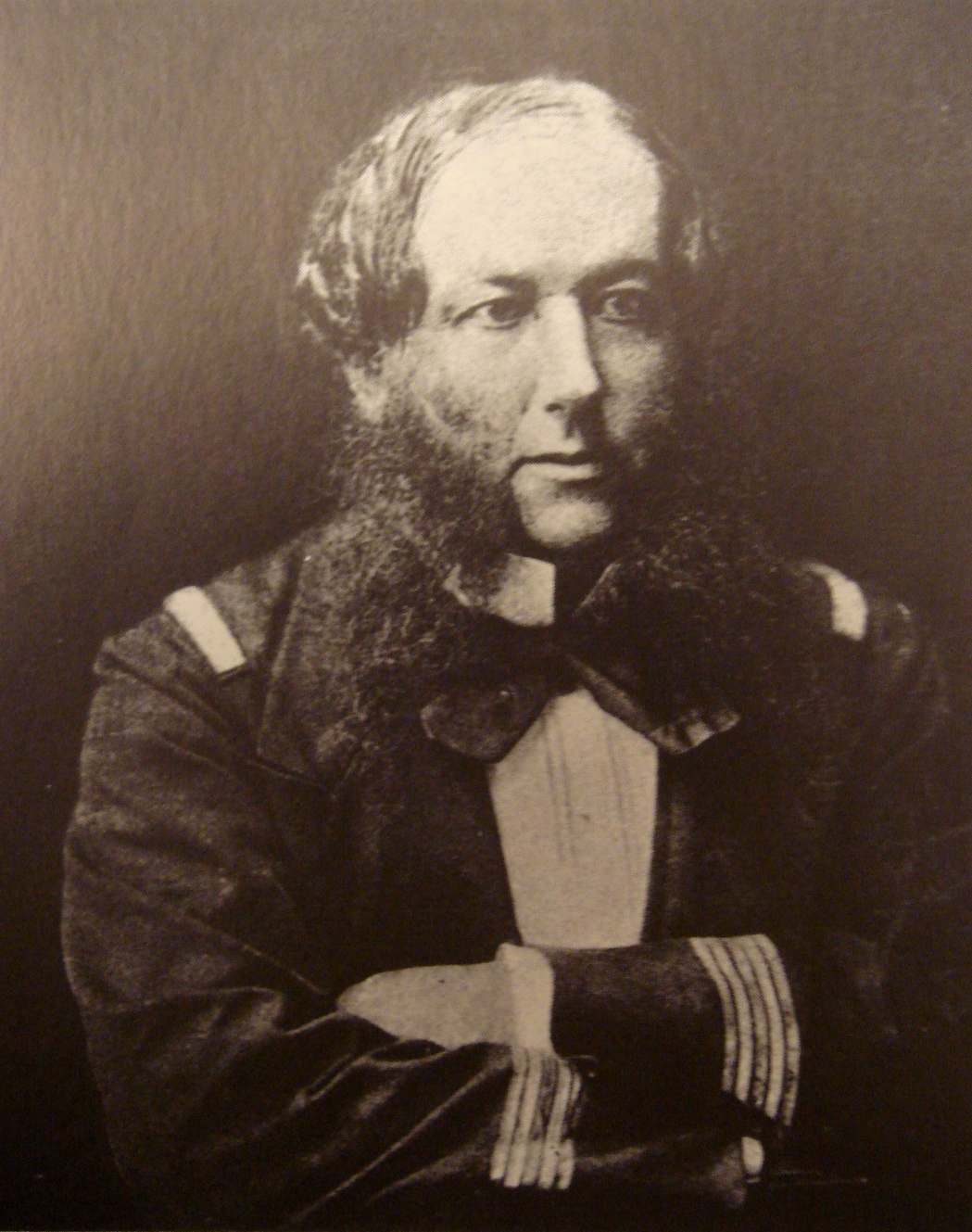
Henri Rivière in den 1870er Jahren

Im Laufe der Zeit kam es immer wieder zu Beschwerden der Vietnamesen über die Tätigkeiten und das Benehmen der französischen Händler im Land, weshalb im Jahr 1881 eine kleine französische Truppe unter Henri Rivière nach Hanoi entsandt wurde, um die Vorfälle zu untersuchen. Da es zu Widerstand gegen die Anwesenheit der französischen Truppen in Hanoi kam, ließ Rivière am 25. April 1882 unter Missachtung anders lautender Befehle aus Paris die Zitadelle Hanois stürmen. Obwohl die Franzosen sich unmittelbar hierauf zurückzogen und den Vietnamesen die Kontrolle über die Zitadelle zurückgaben, waren diese genauso alarmiert über das aggressive Vorgehen Rivières wie ihre Schutzmacht China.
Die vietnamesische Regierung, deren eigene, schlecht ausgerüstete und trainierte Armee nicht in der Lage war, den Franzosen effektiven Widerstand zu leisten, wandte sich an die Schwarzen Flaggen Liu Yongfus. Dessen Truppen hatten bereits im Dezember 1873 einer französischen Streitmacht eine Niederlage beigebracht und dabei deren Kommandeur Francis Garnier getötet. Wie Rivière hatte auch Garnier seine Befehle missachtet und eine eigenmächtige Intervention im nördlichen Vietnam geplant. Die Vietnamesen, die zuletzt eine Reihe von Niederlagen gegen die französischen Truppen erlitten hatten, riefen bereits damals Liu zu Hilfe, der in unmittelbarer Nähe Hanois einen Sieg erringen konnte. Als Reaktion auf diese Niederlage verurteilte die französische Regierung nachträglich Garniers eigenmächtiges Vorgehen.
Parallel bat die Regierung in Hanoi auch die Chinesen um Hilfe. Da Vietnam seit langem ein Vasallenstaat Chinas war, stimmte dieses zu, die Truppen der Schwarzen Flaggen auszurüsten und politisch gegen die französischen Aktionen in Tonkin vorzugehen. Dies beinhaltete die Drohung, dass China eine französische Kontrolle über Tonkin nicht tolerieren könne. Im Sommer 1882 überquerten zusätzlich Truppen der chinesischen Guangxi- und Yunnanarmee die Grenze und besetzten unter anderem die Orte Lạng Sơn, Bắc Ninh und Hung Hoa. Der französische Gesandte in China, Frédéric Burée, schätzte die Gefahr eines Krieges mit China so hoch ein, dass er im November und Dezember 1882 einen Vertrag mit Li Hongzhang aushandelte, in welchem Tonkin in eine chinesische und eine französische Interessensphäre aufgeteilt wurde. Die Vietnamesen wurden über die Verhandlungen nicht informiert und durch den Vertragsabschluss überrascht.

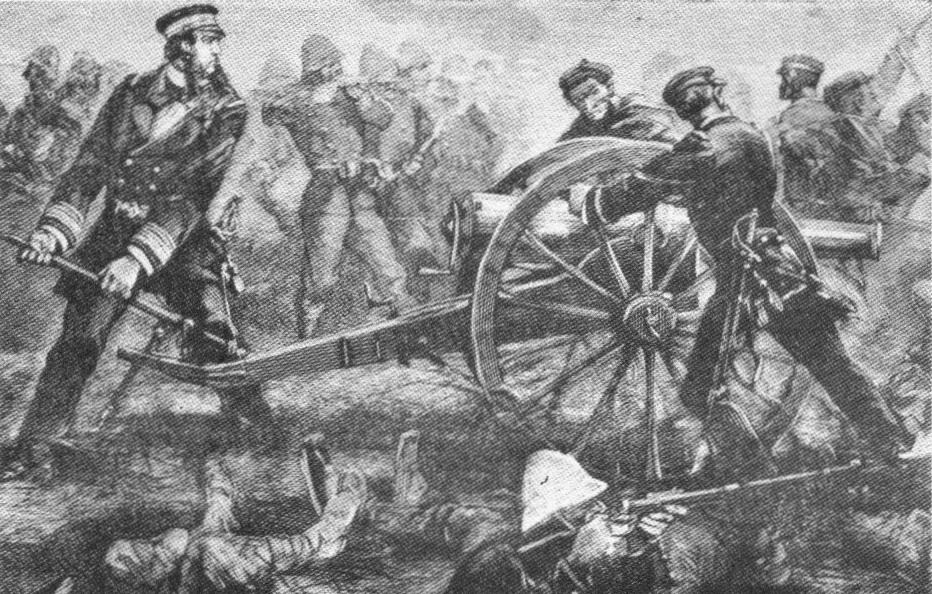
Rivière beim Ausrichten einer Kanone in der Schlacht an der Papierbrücke

Rivière lehnte den Vertragsabschluss zwischen Bourée und Li ab und beschloss Anfang 1883, ihn zu ignorieren. Kurz zuvor war er durch ein Bataillon Marineinfanterie aus Frankreich verstärkt worden, weshalb er sich für stark genug hielt, über Hanoi hinaus vorstoßen zu können. Am 27. März 1883 eroberte er mit 520 Soldaten, unter dem Vorwand die Kommunikationswege zwischen Hanoi und der Küste sichern zu wollen, die Festung von Nam Dinh. Als Reaktion hierauf griffen am Folgetag die Truppen der Vietnamesen und der Schwarzen Flaggen die in der Nähe von Hanoi zurückgebliebenen Franzosen an, konnten vom französischen Befehlshaber Berthe de Villers in der Schlacht von Gia Cuc zurückgeschlagen werden.
Rivière, der davon überzeugt gewesen war, für seine widerrechtliche Aktion gegen Nam Dinh zumindest von seinem Posten abberufen zu werden, sah sich durch den Sieg bei Gia Cuc plötzlich einer großen öffentlichen Popularität in Frankreich gegenüber und wurde darüber hinaus noch durch einen Politikwechsel in Paris unterstützt. Die neue Regierung unter Jules Ferry setzte im Gegensatz zu ihrer Vorgängerregierung stärker auf koloniale Expansion und beschloss daher, Rivière zu unterstützen. Ferry ließ den Vertrag mit den Chinesen widerrufen und beorderte Bourée nach Frankreich zurück. Darüber hinaus machte er der chinesischen Regierung klar, dass Frankreich Tonkin unter sein Protektorat stellen werde. Als dieser klar wurde, dass die Vietnamesen sich nicht würden selbst verteidigen können, sandte sie im April 1883 weitere Truppen unter Tang Jingsong nach Vietnam, um gemeinsam mit den Schwarzen Flaggen gegen die Truppen Rivières zu kämpfen.
Am 10. Mai 1883 ließ Liu Yongfu auf die Stadtmauern Hanois eine übergroße Aufforderung an die Franzosen anbringen, sich zur Schlacht zu stellen. Darauf kam es am 19. Mai zur Schlacht an der Papierbrücke, bei welcher Rivière eine schwere Niederlage hinnehmen musste. Er griff mit etwa 450 Soldaten eine starke Verteidigungsposition der Schwarzen Flaggen nahe dem Dorf Cầu Giấy, einige Kilometer westlich von Hanoi, an. Diese Stellung war bei den Franzosen als Papierbrücke (Pont de Papier) bekannt. Nachdem es erst so ausgesehen hatte, als könnten die Schwarzen Flaggen dem französischen Ansturm nicht standhalten, gelang es ihnen später, an beiden Flügeln durchzubrechen. Die Franzosen konnten sich nur schwer neu aufstellen und nach Hanoi zurückziehen, zumal im Verlauf der Schlacht neben Rivière und Berthe de Villers noch einige andere Offiziere getötet wurden.

## Französische Intervention in Tonkin

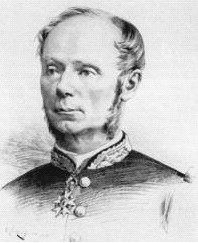
Amédée-Anatole Courbet

Der Tod Rivières führte in Paris zu aggressiven Reaktionen. Verstärkungen wurden im Eilmarsch nach Tonkin verlegt, um die Situation zu stabilisieren und einen befürchteten Angriff auf Hanoi abwehren zu können.

### Französisches Protektorat über Tonkin
Am 20. August 1883 ließ Admiral Amédée-Anatole Courbet, der erst kurz zuvor zum Befehlshaber der neu aufgestellten Küstendivision Tonkin ernannt worden war, in der Schlacht von Thuan An die Befestigungen stürmen, welche die vietnamesische Hauptstadt Huế schützten. Dann zwang er die vietnamesische Regierung, den Vertrag von Huế zu unterzeichnen, welche Tonkin unter französisches Protektorat stellte.
Zur selben Zeit griff der neue Kommandeur des Expeditionskorps Tonkin die Positionen der Schwarzen Flaggen am Fluss Sông Đáy an. Obwohl die Franzosen die Schlacht von Phu Hoai am 15. August und die Schlacht von Palan am 1. September gewannen, konnten sie nicht alle Stellungen der Schwarzen Flaggen erobern, weshalb beide Gefechte von der Weltöffentlichkeit als französische Niederlagen gewertet wurden. General Bouët, der für das Verfehlen der Ziele verantwortlich gemacht wurde, zog die Konsequenzen und trat noch im September 1883 von seinem Amt zurück. Unmittelbar nach den Gefechten kam es am Sông Đáy jedoch zu schweren Überschwemmungen, weshalb Liu Yongfu seine Stellungen räumen und sich nach Sơn Tây zurückziehen musste.

### Konfrontation zwischen Frankreich und China

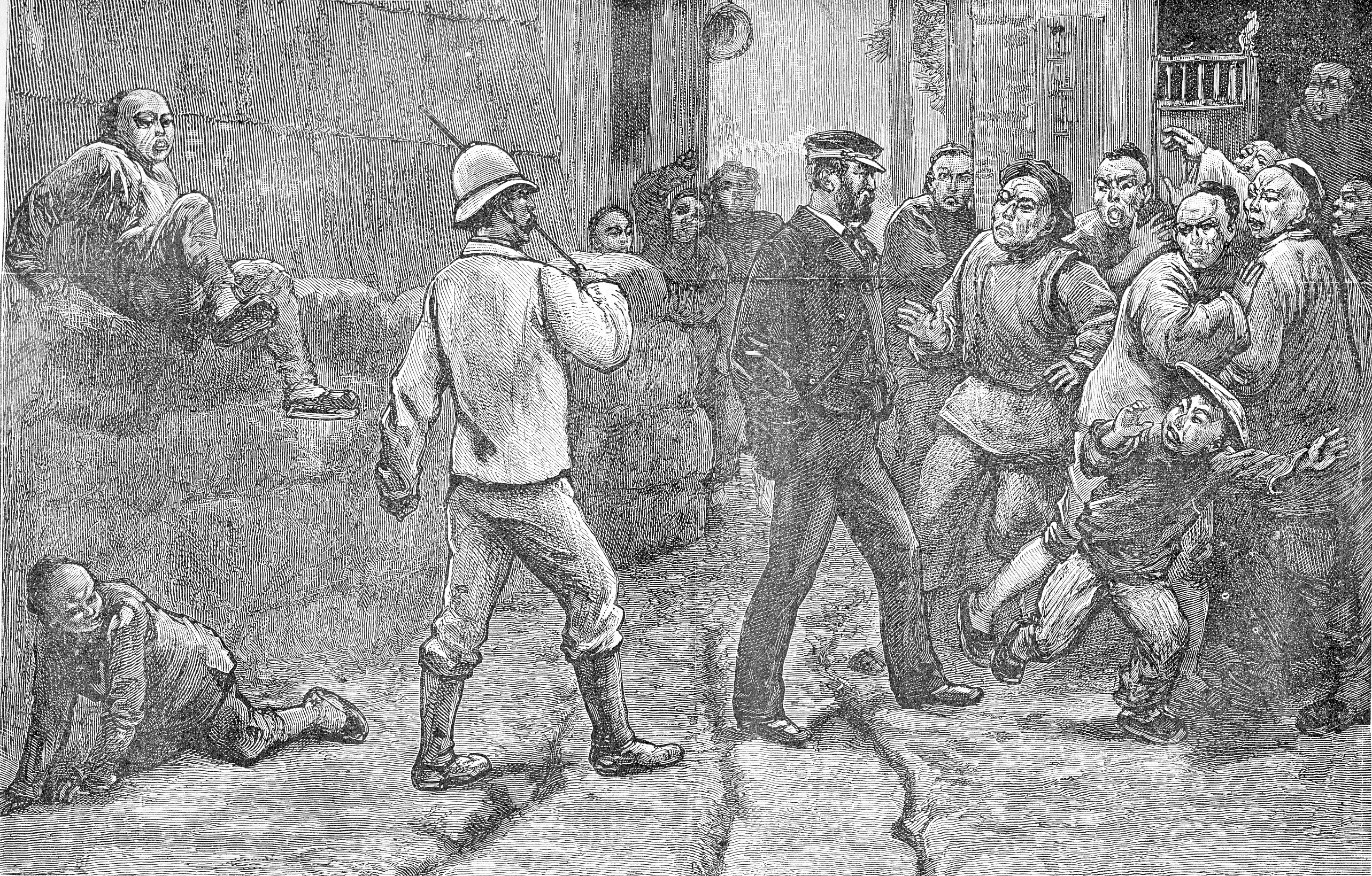
Europäer werden in den Straßen von Guangzhou bedroht, Herbst 1883

Für Ende des Jahres 1883 bereiteten die Franzosen nun eine große Offensive vor, um die Truppen der Schwarzen Flaggen zu zerschlagen und China dazu zu bringen, die Hilfe für Liu Yongfu einzustellen. Zeitgleich versuchten sie, andere europäische Mächte dazu zu bewegen, diese Offensive zu unterstützen. Die chinesisch-französischen Gespräche in Schanghai zwischen Li Hongzhang und dem neuen französischen Gesandten Arthur Tricou waren zuvor im Juli eingestellt worden, nachdem der chinesische Gesandte in Paris, Zeng Jize gemeldet hatte, Frankreich würde keinen allgemeinen Krieg mit China wagen. Die Verhandlungen in Paris wurden den Sommer und Herbst hindurch zwar noch fortgeführt, letztlich aber ebenfalls abgebrochen. Die Chinesen weigerten sich, ihre Truppen aus Tonkin zurückzuziehen, auch wenn dies zu einer offenen Konfrontation mit den französischen Truppen führen würde. Als ein Krieg mit China immer wahrscheinlicher wurde, versuchte Paris bei der deutschen Regierung zu erwirken, dass die Auslieferung der beiden in Deutschland gebauten, chinesischen Schlachtschiffe Dingyuan und Zhenyuan verzögert würde. Währenddessen bauten die französischen Truppen ihre Stellungen im Delta des Roten Flusses aus und errichteten Posten in Quang Yen, Hưng Yên und Ninh Bình.
Die steigenden Spannungen zwischen Frankreich und China führten in letzterem im Herbst 1883 zu einer Reihe von Protesten gegen Ausländer, die sich vor allem in der Provinz Guangdong konzentrierten. Als Reaktion darauf entsandten verschiedene europäische Mächte, darunter auch Frankreich, Kanonenboote nach Guangzhou, um ihre Staatsbürger zu schützen.

#### Son Tay und Bac Ninh

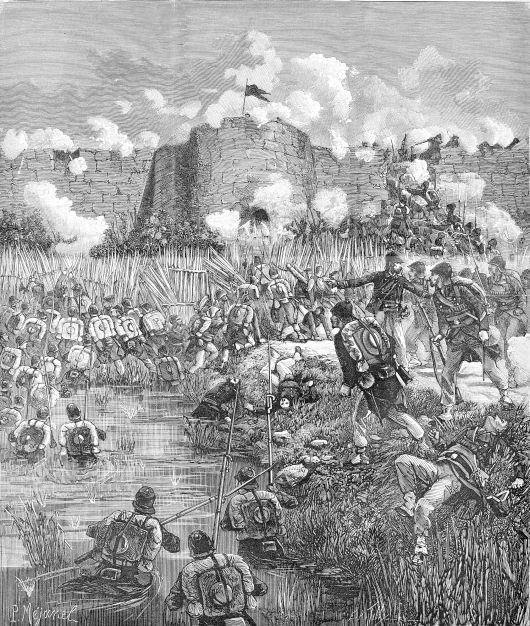
Die Eroberung von Son Tay

Frankreich war sich der Tatsache bewusst, dass ein weiterer Angriff auf Liu Yongfu in einem unerklärten Krieg mit China münden könnte. Da es jedoch damit rechnete, dass ein schneller französischer Sieg in Tonkin China zum Akzeptieren des fait accompli bewegen würde, war es bereit dieses Risiko einzugehen. Das Kommando über die Operationen in Tonkin wurde Admiral Courbet übertragen, welcher im Dezember 1883 Son Tay attackierte. Die sogenannte Son Tay-Kampagne war die bisher heftigste und am größten angelegte französische Operation in Tonkin. Die Stadt wurde neben den Schwarzen Flaggen auch noch von kleineren chinesischen und vietnamesischen Kontingenten verteidigt, welche jedoch keine tragende Rolle spielten. Am 14. Dezember griffen die Franzosen die vorgelagerten Verteidigungsstellungen bei Phu Sa an, wurden jedoch unter schweren Verlusten zurückgeschlagen. Ein von Liu Yongfu befohlener Gegenangriff in derselben Nacht wurde jedoch ebenso abgewiesen. Nachdem sich beide Seiten im Verlauf des 15. Dezember reorganisiert hatten, ließ Courbet Son Tay am 16. unter Artilleriefeuer nehmen, bevor er am Nachmittag einen Sturmangriff befahl. Gegen 17 Uhr konnten jeweils ein Bataillon der Fremdenlegion und der Marinefüsiliere das Westtor erobern und in die Stadt vordringen. Die Verteidiger zogen sich in die Zitadelle zurück und flüchteten einige Stunden später im Schutz der Dunkelheit aus der Stadt. Die Franzosen hatten zwar für ihre Verhältnisse hohe Verluste von 83 Toten und 320 Verwundeten zu beklagen, konnten jedoch den Schwarzen Flaggen ebenfalls so stark zusetzen, dass einige Beobachter sie als nicht mehr in der Lage sahen, zukünftig alleine ernsthafte Operationen durchzuführen. Liu Yongfu selbst nahm die Niederlage als Warnung, möglichst nicht mehr allein vorzugehen, sondern die Unterstützung der chinesischen und vietnamesischen Truppen zu suchen.

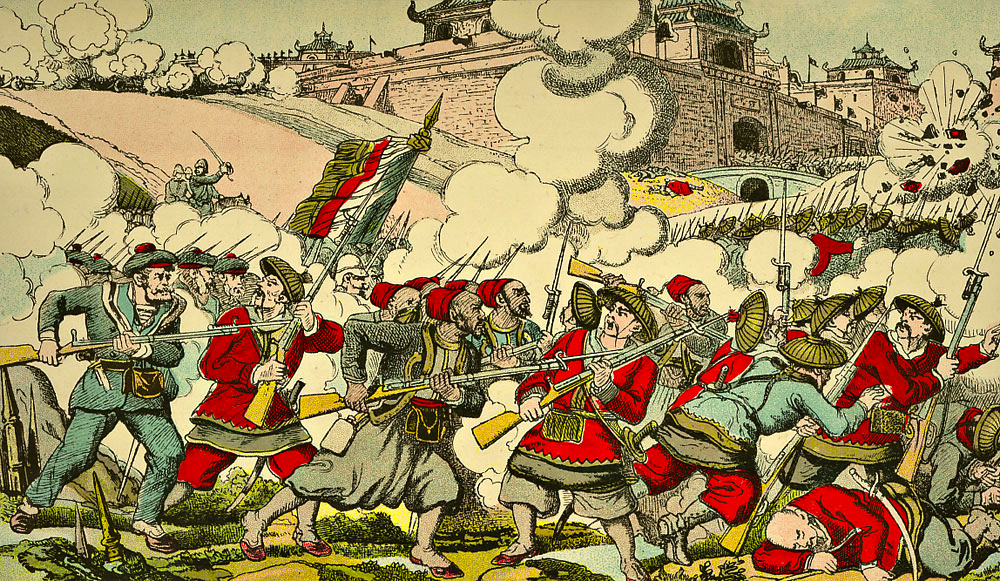
Die Eroberung von Bac Ninh

Ab März 1884 gingen die französischen Verbände unter General Charles-Théodore Millot, welcher nach der Eroberung von Son Tay das Kommando von Admiral Courbet übernommen hatte, erneut offensiv vor. Verstärkungen aus dem Mutterland und den Kolonien hatten die Stärke des Expeditionskorps Tonkin zwischenzeitlich auf über 10.000 Mann steigen lassen, weshalb es in zwei Brigaden aufgeteilt wurde. Die 1. Brigade stand unter dem Kommando von General Louis Brière de l’Isle, dem ehemaligen Gouverneur des Senegal, während die 2. Brigade von General François Oscar de Négrier geführt wurde. Ziel der Offensive war Bắc Ninh, welches von einer starken Garnison regulärer chinesischer Truppen der Guangxi-Armee verteidigt wurde. Die Bac Ninh-Kampagne stellte sich als für die Franzosen leichte Operation heraus, da die chinesischen Truppen unter einer sehr schlechten Moral litten und Liu Yongfu seine geschwächten Schwarzen Flaggen noch nicht wieder ins Gefecht schicken wollte. Millot umging die Stadt ungehindert im Südwesten und attackierte sie am 12. März aus Richtung Südost. Die Verteidiger verfielen schnell in eine ungeordnete Flucht und ließen dabei unter anderem große Mengen Munition und eine erst kürzlich erworbene Kanone der Firma Krupp zurück.

#### Die Übereinkunft von Tientsin und der Vertrag von Huế

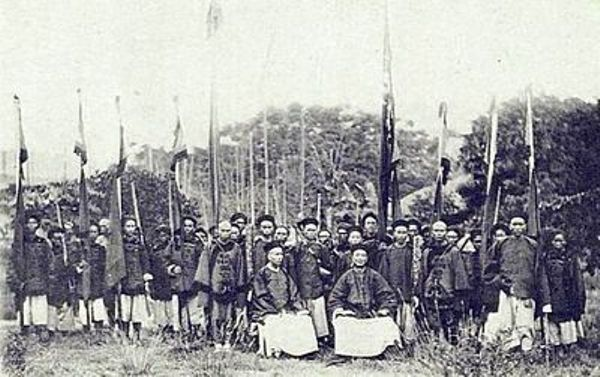
Reguläre chinesische Truppen während des Krieges

Die Niederlagen bei Son Tay und Bac Ninh gaben innerhalb der chinesischen Regierung denen Aufwind, welche vor einem erneuten Krieg gegen eine europäische Großmacht zurückschreckten, und sorgte dafür, dass die Kriegsbefürworter um Zhang Zhidong ins Hintertreffen gerieten. Weitere Rückschläge während des Frühjahrs 1884, wie die Schlacht um Hung Hoa, überzeugten die Kaiserinwitwe Cixi davon, dass eine friedliche Übereinkunft zwischen China und Frankreich erzielt werden müsse. Die Verhandlungen fanden im Mai in Tientsin zwischen Li Hongzhang und François-Ernest Fournier statt. Am 11. Mai wurde die Übereinkunft von Tientsin geschlossen, welche die chinesische Anerkennung des französischen Protektorats über Annam und Tonkin regelte. Im Gegenzug für dies und den Rückzug der chinesischen Truppen sollte später ein Handelsvertrag auf Augenhöhe geschlossen werden sowie eine Demarkation der umstrittenen chinesisch-vietnamesischen Grenze stattfinden.
Am 6. Juni wurde ein erneuter Vertrag von Huế zwischen Franzosen und Vietnamesen geschlossen, welcher das französische Protektorat einsetzte und die Stationierung von Truppen und Repräsentanten in den größeren Städten regelte.

#### Die Schlacht bei Bac Le
Li Hongzhang machte gegenüber den Franzosen Andeutungen, dass es Schwierigkeiten bei der Durchsetzung der Übereinkunft geben könne, ließ jedoch nichts Genaueres verlautbaren. Da sie davon ausgingen, dass die chinesischen Truppen Tonkin wie vereinbart verlassen würden, begannen die Franzosen Vorbereitungen zu treffen, um die Grenzorte Lang Son, Cao Bang und That Ke zu besetzen. Anfang Juni 1884 begann eine französische Kolonne unter Oberstleutnant Alphonse Dugenne ihren Vormarsch auf Lang Son und stieß dabei am 23. Juni nahe Bac Le auf eine starke Einheit der chinesischen Guangxi-Armee, welche hinter dem Fluss Song Thuong Verteidigungsstellungen eingerichtet hatte. Obwohl er seine Entdeckung an das französische Oberkommando melden und weitere Befehle hätte abwarten sollen, entschloss sich Dugenne, den Chinesen ein Ultimatum für ihren Rückzug zu stellen. Als dieses verstrichen war, setzte Dugennes Einheit ihren Vormarsch auf die chinesischen Stellungen fort und wurde dabei unter Feuer genommen. Hieraus entwickelte sich ein zweitägiges Gefecht, in dessen Verlauf die Franzosen umstellt wurden und sich nur mit Mühe ihren Weg freikämpfen konnten.
Als die Nachricht über den Zwischenfall Paris erreichte, herrschte große Aufregung über das, was man als chinesischen Verrat an der Übereinkunft bezeichnete. Die Regierung Ferry forderte eine Entschuldigung, eine Entschädigung und die sofortige Umsetzung der Bedingungen der Übereinkunft von den Chinesen. Die chinesische Regierung stimmte weiteren Verhandlungen zu, weigerte sich jedoch, eine offizielle Entschuldigung abzugeben oder Entschädigungen zu zahlen. Wegen des Zwischenfalls begann sich die öffentliche Meinung in Frankreich mehr und mehr gegen weitere Verhandlungen zu wenden, und obwohl solche noch den ganzen Juli hindurch stattfanden, wurde Admiral Courbet bereits angewiesen, seinen Flottenverband in der Nähe von Fuzhou zu stationieren. Dort sollte er sich bereithalten, um bei einem Kriegsausbruch mit einem Überraschungsangriff die chinesische Flotte und die dortige Marinewerft im Hafen von Fuzhou anzugreifen und zu vernichten. Am 5. August beschloss Frankreich, ein Signal der Stärke zu senden, und befahl Admiral Sébastien Lepès, mit seinen Schiffen drei chinesische Küstenbatterien bei Keelung auf Taiwan zu bombardieren. Parallel zu den Bombardierungen ging eine französische Truppe an Land, um Keelung und einige nahe gelegene Kohleminen als Pfand für den chinesischen Rückzug aus Tonkin zu besetzen. Der Anmarsch einer starken chinesischen Entsatzstreitmacht unter dem Kommando von Liu Mingchuan zwang sie jedoch bereits am 6. August zum Rückzug auf die Schiffe.

## Der Chinesisch-Französische Krieg

### Operationen des Geschwaders Admiral Courbets

#### Fuzhou und der Min

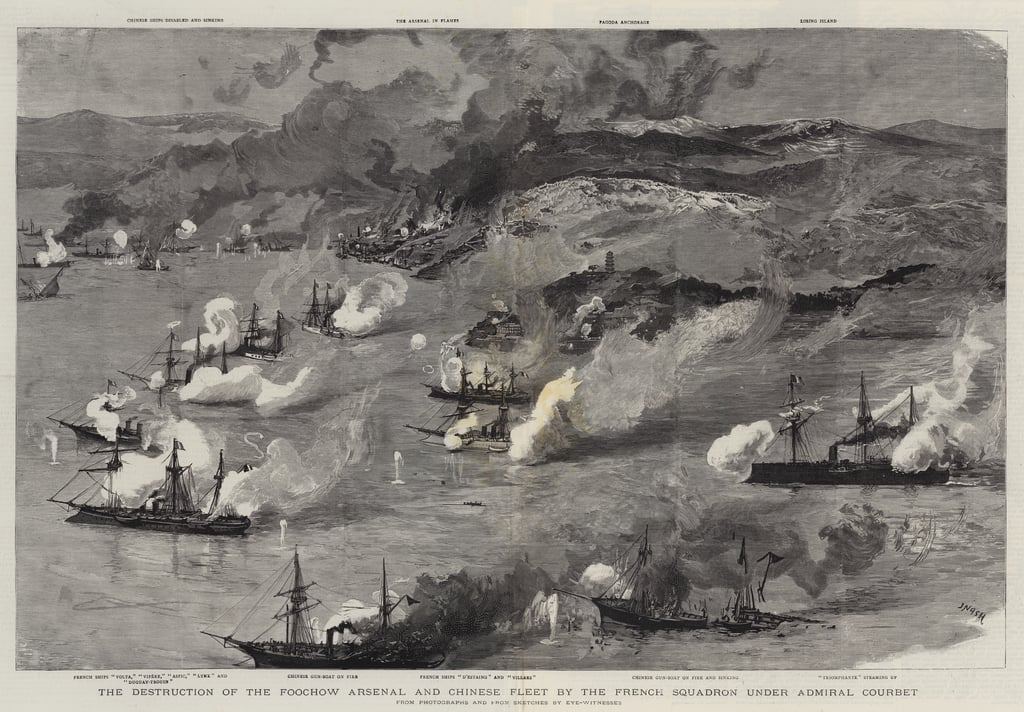
Die Schlacht von Fuzhou

Die Verhandlungen zwischen Frankreich und China scheiterten Mitte August endgültig, und am 22. August erhielt Admiral Courbet den Befehl, die chinesische Flotte im Hafen von Fuzhou anzugreifen. In der Seeschlacht von Fuzhou am 23. August 1884 vernichtete das französische Fernostgeschwader innerhalb von zwei Stunden die technisch unterlegene Fujianflotte und beschädigte die einige Jahre vorher unter französischer Anleitung errichtete Marinewerft schwer. Die Schlacht wurde aufmerksam von neutralen amerikanischen und britischen Schiffen beobachtet. Bereits in der ersten Stunden der Schlacht sanken neun chinesische Schiffe, darunter das Flaggschiff Yang-wu. Die Franzosen schätzten die chinesischen Verluste auf etwa 3.000 Mann während sie selbst nur minimale Verluste hinnehmen mussten. Während sein Geschwader über den Min zurück in Richtung offene See steuerte, ließ Courbet noch mehrere chinesische Geschützbatterien bombardieren und zerstören.

#### Aufstände in Hongkong
Der französische Angriff auf Fuzhou beendete alle Verhandlungen endgültig, und die diplomatischen Beziehungen zwischen beiden Staaten wurden abgebrochen. Obwohl keine der beiden Seiten offiziell den Krieg erklärte, suchten sie die Entscheidung nun auf dem Schlachtfeld. Die Nachricht von der Zerstörung der Flotte in Fuzhou schürte in China die Wut gegen die Europäer und führte zu Angriffen auf diese und deren Eigentum. In Europa gab es, abgesehen von Frankreich, viele Stimmen, die China unterstützten, und infolgedessen konnten eine Reihe britischer, deutscher und auch amerikanischer Heeres- und Marineoffiziere als Berater verpflichtet werden.
Die patriotischen Gefühle in China schwappten schnell auch auf Hongkong über. Im September weigerten sich Dockarbeiter in der Stadt, das französische Panzerschiff La Galissonnière zu reparieren, welches bei Gefechten im August mehrere Treffer erlitten hatte. Der Streik der Dockarbeiter brach zwar Ende September zusammen, allerdings blockierten Arbeiter anderer Gewerbe nun die Zugänge zu den Werften und griffen jene Dockarbeiter an, welche zur Arbeit erschienen. Versuche der britischen Verwaltung, die Arbeiter zu schützen, führten am 3. Oktober zu Ausschreitungen, während denen mindestens ein Demonstrant erschossen und mehrere Sikh-Polizisten verletzt wurden. Nach der Niederschlagung der Unruhen beschuldigten die britischen Behörden die chinesische Provinzregierung von Guangdong, diese gezielt geschürt zu haben.

#### Die französische Besetzung von Keelung

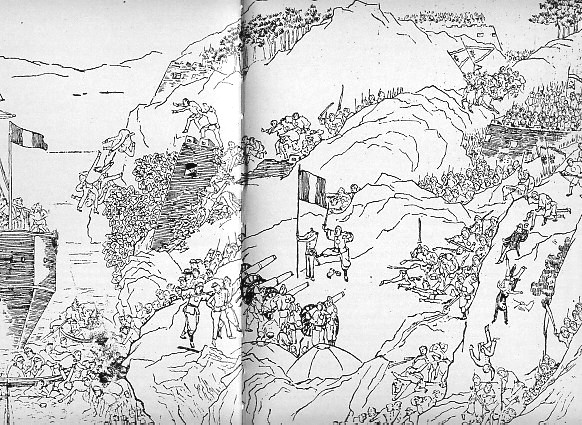
Chinesische Zeichnung der französischen Landung bei Keelung

In der Zwischenzeit entschied die französische Militärführung, eine Nebenfront zu eröffnen, um den Druck auf die Chinesen zu erhöhen. Daher stellte sie eine Expeditionstruppe zusammen, welche bei Keelung und Danshui auf Taiwan landen und so den Rückschlag von Anfang August wettmachen sollte. Am 1. August landeten etwa 1.800 Marineinfanteristen unter dem Kommando von Oberstleutnant Bertaux-Levillain bei Keelung und zwangen die chinesischen Verteidiger, sich auf starke Verteidigungspositionen in den umliegenden Hügeln zurückzuziehen. Die französischen Truppen waren nicht stark genug, diese Verteidigung zu durchbrechen und die nahen Kohleminen zu besetzen.
Am 2. Oktober bombardierte ein Geschwader unter Admiral Lepès die chinesischen Stellungen bei Danshui und landete am 8. Oktober eine Truppe aus 600 bewaffneten Matrosen an. Diese mussten sich nach schweren Gefechten gegen chinesische Truppen unter Sun Kaihua jedoch noch am selben Tag unter schweren Verlusten auf ihre Schiffe zurückziehen. Weitere Landungsversuche wurden nicht durchgeführt, sodass die Franzosen nur Keelung kontrollierten und damit weit hinter ihren Erwartungen zurückblieben.

#### Die Blockade Formosas
Wegen dieses Stillstandes an Land begannen die Franzosen bis Ende 1884 eine begrenzte Blockade der Häfen von Keelung und Danshui im Norden sowie Tainan und Kaohsiung im Süden Taiwans durchzusetzen. Im Januar 1885 wurden die Truppen in Keelung, welche inzwischen unter dem Befehl von Oberst Jacques Duchesne standen, auf etwa 4.000 Mann verstärkt. Parallel hierzu waren jedoch auch chinesische Verstärkungen, welche aus Einheiten der Hunan- und Anhui-Armee bestanden, vom Festland auf die Insel verlegt, sodass Liu Mingchuan bis zu 25.000 Soldaten rund um Keelung zur Verfügung standen. Ende Januar kam es zu schweren Gefechten, in deren Verlauf Duchesnes Truppen einige kleine Stellungen südlich Keelungs besetzen konnten. Anfang Februar mussten diese Operationen jedoch wegen anhaltender, starker Regenfälle eingestellt werden.

#### Shipu-Bucht, Zhenhai-Bucht und die Reisblockade

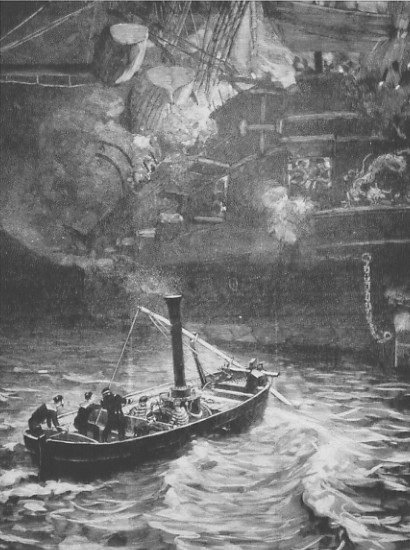
Französischer Torpedoangriff auf die Fregatte Yuyuan

Während des Stillstands des Landkrieges auf Taiwan konnten die Franzosen im Verlauf des Frühjahrs 1885 zur See weitere Erfolge verbuchen. Seit Kriegsbeginn war das Fernostgeschwader Admiral Courbets konsequent verstärkt worden. Anfang Februar lief es von Keelung aus, um einen Versuch der chinesischen Nanyangflotte abzuwehren, die Blockade Taiwans zu durchbrechen. Am 11. Februar traf es bei der Shipu-Bucht auf die Kreuzer Kaiji, Nanchen und Nanrui, drei der modernsten Schiffe der Flotte. Begleitet wurden sie von der Fregatte Yuyuan und der Sloop Chengqing. Der chinesische Verband zerstreute sich, als die Franzosen in Sicht kamen, und während die drei Kreuzer erfolgreich entkommen konnten, wurden die Yuyuan und die Chengqing in der Bucht eingeschlossen. Am 14. Februar kam es zur Schlacht vor Shipu, als die Franzosen die Schiffe mit zwei Torpedos angriffen. Während des kurzen Gefechts wurde die Yuyuan durch die Torpedos stark beschädigt während die Chengqing durch einsetzendes Geschützfeuer chinesischer Küstenbatterien versehentlich getroffen wurde. Beide Schiffe wurden infolge der Beschädigungen von ihren Besatzungen selbst versenkt, bevor sie in französische Hände fallen konnten.
Nach diesem Erfolg begann Courbet die Suche nach der Kaiji, der Nanchen und der Nanrui und fand sie am 1. März in der Zhenhai-Bucht, wohin sie sich mit vier anderen Schiffen zurückgezogen hatten. Nachdem er erst einen vollen Angriff auf die Chinesen geplant hatte, beschloss Admiral Courbet schließlich, den Eingang zur Bucht zu blockieren und die feindlichen Schiffe einzuschließen. Zu diesem Zeitpunkt war es bereits zu einem Schusswechsel zwischen dem französischen Kreuzer Nielly und chinesischen Küstenbatterien gekommen, welcher als Schlacht von Zhenhai bekannt wurde und als chinesischer Verteidigungserfolg gilt.
Im Februar 1885 erreichte China nach diplomatischem Druck auf Großbritannien, dass dieses einen 1870 zwischen beiden Ländern geschlossenen Vertrag umsetzte und Hongkong und andere seiner Häfen in Südostasien für französische Kriegsschiffe sperrte. Als Folge dieser Aktion befahl das französische Oberkommando Admiral Courbet, die Mündung des Jangtsekiang zu blockieren, um so die Reislieferungen an Nordchina zu behindern und die Chinesen zur Aufgabe der Kampfhandlungen zu zwingen. Zwar sorgte die Reisblockade für ernsthafte Einschränkungen in der Reisversorgung Nordchinas, da der Reis nun über Land transportiert werden musste, allerdings endete der Krieg, bevor die Blockade zu einer Hungersnot oder größeren wirtschaftlichen Schäden führen konnte.

### Operationen in Tonkin

#### Französische Siege im Delta

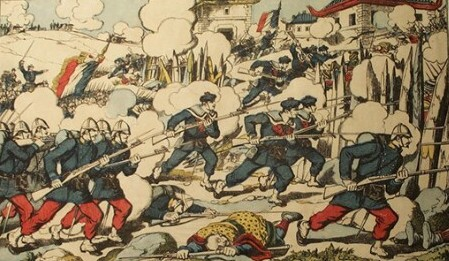
Die Schlacht von Kep

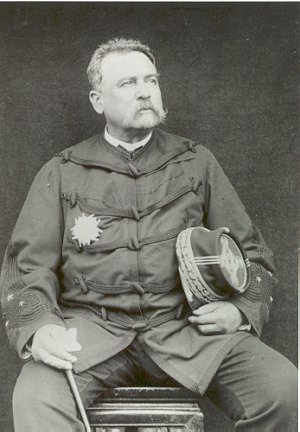
Louis Brière de l’Isle

Währenddessen begann die französische Armee in Tonkin kontinuierlich mehr Druck auf die chinesischen Truppen und ihre Verbündeten von den Schwarzen Flaggen auszuüben. General Millot, dessen Gesundheitszustand sich zusehends verschlechterte, gab im September 1884 den Oberbefehl über das Expeditionskorps Tonkin ab und wurde durch General Brière de l'Isle, den älteren der zwei Brigadekommandeure des Korps, ersetzt. Brière de l'Isles erste Aufgabe war es, einen chinesischen Vorstoß im Delta des Roten Flusses zurückzuschlagen. Ende September waren größere Einheiten der Guangxi-Armee von Lang Son aus in das Luc Nam-Tal vorgedrungen und hatten dort am 2. Oktober die französischen Kanonenboote Hache und Massue angegriffen. Als Reaktion hierauf entsandte Brière etwa 3.000 Soldaten und eine Flottille von Kanonenbooten in das Tal, um die chinesischen Verbände anzugreifen, bevor diese sich formieren und Verteidigungsstellungen errichten konnten. Während der Kep-Kampagne überfielen drei französische Kolonnen unter dem Oberbefehl von General de Négrier die Chinesen und schlugen sie in jeweils zweitägigem Abstand erst am 6. Oktober bei Lam, Kep und Chu. Vor allem das Gefecht bei Kep war für die Franzosen äußerst blutig, da es zu intensiven Nahkämpfen kam und der Ort schwer befestigt war. Nach dem Gefecht töteten die französischen Soldaten alle chinesischen Gefangenen und Verwundeten, derer sie habhaft werden konnten, was zu einem öffentlichen Aufschrei in Europa führte. Es war jedoch üblich während dieses Krieges, dass wenige oder keine Gefangenen gemacht wurden, und mitunter drangen Berichte über eine Kopfprämie auf französische Soldaten an die Öffentlichkeit.
Im Verlaufe der Gefechte zogen sich die chinesischen Truppen auf Bac Le und Dong Song zurück und ermöglichten es den Truppen de Négriers somit, vorgeschobene Posten in Kep und Chu zu errichten, von wo aus schnelle Vorstöße auf das chinesisch gehaltene Lang Son möglich waren. Am 16. Dezember wagte die Guangxi-Armee erneut einen Vorstoß und überfiel zwei Kompanien der Fremdenlegion bei Ha Ho, nahe Chu. Die Legionäre konnten sich zwar einen Weg aus der chinesischen Einkreisung freikämpfen, erlitten dabei jedoch relativ hohe Verluste. De Négrier setzte sofort Verstärkungen in Marsch, um die Chinesen abzufangen, diese konnten sich jedoch sicher nach Dong Song zurückziehen.
Kurz nach den Gefechten im Oktober hatte General Brière de l'Isle Schritte eingeleitet, um die westlichen Außenposten bei Hung Hoa, Thái Nguyên und Tuyen Quang zu verstärken, welche durch Einheiten der Schwarzen Flaggen und Tang Jingsongs Yunnan-Armee bedroht wurden. Am 19. November kam es zur Schlacht von Yu Oc, als die französische Verstärkung für Tuyen Quang unter dem Befehl des inzwischen zum Oberst beförderten Jacques Duchesne in der Schlucht von Yu Oc von Truppen der Schwarzen Flaggen angegriffen wurde. Dieser Angriff konnte jedoch zurückgeschlagen werden.
Die Franzosen begannen zusätzlich, das östliche Delta des Roten Flusses für chinesische Guerillaeinheiten aus Guangdong zu blockieren, indem sie Tien Yen, Dong Trieu und andere Schlüsselpositionen besetzten. Zusätzlich stellten sie den Hafen von Beihai unter Blockade, welcher den Guerillas als Ausgangsbasis diente. Patrouillen entlang des Flusses schnitten darüber hinaus vietnamesische Guerillas von ihren Basen bei Hanoi ab und neutralisierten diese damit. Hierdurch konnte Brière den Großteil seiner Truppen Ende 1884 um Chu und Kep konzentrieren und den Vormarsch auf Lang Song vorbereiten.

#### Die Lang Son-Kampagne
Die beste Strategie für die Vorgehensweise in Tonkin war Ende Dezember 1884 Thema einer erbitterten Debatte in der französischen Abgeordnetenkammer. In dieser Debatte sprach sich vor allem Heeresminister Jean-Baptiste Campenon dafür aus, dass die Franzosen ihre momentanen Stellungen im Delta halten und ausbauen sollten, während viele Abgeordnete aufgrund der bisherigen Erfolge eine breit angelegte Offensive favorisierten, welche die chinesischen Truppen aus dem nördlichen Tonkin vertreiben sollte. Die Debatte endete mit dem Rücktritt Campenons und der Berufung Jules Louis Lewals zum Heeresminister, welcher unmittelbar nach seiner Amtseinführung die Eroberung von Lang Son befahl. Am 3. Januar 1885 kam es zu einem ersten Gefecht, als eine Einheit unter General de Négrier chinesische Truppen angriff, welche sich bei Nui Bop sammelten, um die französischen Vorbereitungen zur Eroberung Lang Sons zu behindern. Der Sieg der Franzosen in der Schlacht von Nui Bop trotz einer zahlenmäßigen Unterlegenheit von etwa zehn zu eins wurde von vielen Zeitgenossen als taktische Meisterleistung und der größte Triumph in der Karriere von General de Négrier betrachtet.
Die weiteren Vorbereitungen der Franzosen zogen sich den ganzen Januar hindurch hin, bevor General Brière am 3. Februar mit etwa 7.200 Soldaten und 4.500 Trägern von Chu aus aufbrach. Die Truppe führte so viel Gerät und Nachschub mit sich, dass trotz der großen Anzahl an Hilfskräften auch die Soldaten schwere Lasten tragen mussten, weshalb der Vormarsch auf Lang Son insgesamt zehn Tage dauerte. Darüber hinaus kam es immer wieder zu Gefechten, wenn die Marschkolonne auf chinesische Verteidigungsstellungen stieß. So wurden die chinesischen Truppen am 4., 5. und 6. Februar bei Tay Hoa, Ha Hoa und Dong Son geschlagen. Hier ließ General Brière eine Pause anlegen, bevor auf dem weiteren Vormarsch feindliche Kontingente am 9. und 11. Februar bei Deo Quao und Pho Vy zurückgedrängt wurden. Am 12. Februar konnte die 1. Brigade unter Oberst Laurent Giovanninelli schließlich das nur wenige Kilometer südöstlich von Lang Son gelegene Bac Vie stürmen, welches als Basis zum Sturm auf die Stadt dienen sollte. Einen Tag später konnten die Franzosen widerstandslos in Lang Son einmarschieren, da sich die chinesischen Verteidiger in der Nacht nach Norden zurückgezogen hatten. Es kam lediglich zu einem kleineren Nachhutgefecht im unmittelbar nördlich gelegenen Dorf Ky Lua.

#### Die Belagerung und Entsetzung von Tuyen Quang
Die Eroberung von Lang Son ermöglichte es den Franzosen Truppen abzustellen, welche weiter nach Westen verlegt werden sollten. Dort befand sich die kleine französische Garnison in Tuyen Quang seit November 1884 unter Belagerung durch Einheiten der Schwarzen Flaggen und der Yunnan-Armee. Während die Belagerung von Tuyen Quang anfangs relativ ruhig verlief, spitzte sich die Lage im Verlauf des Januar und Februar 1885 für die Franzosen zusehends zu. Nach mehreren erfolglosen Anläufen gelang es den Chinesen schließlich, mithilfe einer Mine eine Bresche in die französische Verteidigungslinie zu sprengen und sieben Angriffe darauf zu führen. Die Verteidiger bestanden aus etwa 400 Fremdenlegionären und 200 freiwilligen vietnamesischen Hilfssoldaten unter dem Befehl von Bataillonskommandeur Mard-Edmond Dominé. Diese konnten zwar die chinesischen Angriffe abwehren, verloren dabei jedoch gut ein Drittel ihrer Soldaten an Toten und ernsthaft Verwundeten. Mitte Februar war daher klar, dass Tuyen Quang bald fallen würde, wenn kein Entlastungsangriff von außerhalb stattfinden sollte.
Während die 2. Brigade unter de Négrier in Lang Son zurückblieb, führte Brière die 1. Brigade persönlich zuerst nach Hanoi zurück und begann von dort flussaufwärts den Vormarsch auf Tuyen Quang. Am 24. Februar stieß zu dieser Truppe auf Höhe von Phu Doan eine kleine Einheit unter Oberstleutnant de Maussion hinzu, welche aus Hung Hoa kam. Bei Hoa Moc versperrte eine starke chinesische Verteidigungsstellung den Franzosen den Weg, welche jedoch am 2. März in der Schlacht von Hoa Moc unter verhältnismäßig hohen französischen Verlusten in zwei Anläufen überwunden werden konnte. Als die Nachricht von der weiter herannahenden Entsatzstreitmacht eintraf, brachen die Chinesen die Belagerung ab und zogen sich zurück, bevor Brières Truppe am 3. März eintraf. Dieser sprach den überlebenden Verteidigern seine Bewunderung aus und versprach ihnen, dass ganz Frankreich sie für ihren Mut als Helden feiern würde.

### Ende

#### Bang Bo, Ky Lua und der Rückzug aus Lang Son
Vor seinem Abmarsch nach Tuyen Quang hatte Brière de l'Isle General de Négrier angewiesen, von Lang Son aus weiter auf die chinesische Grenze vorzurücken und die in seinen Augen zerstreuten Reste der Guangxi-Armee aus Tonkin restlos zu vertreiben. Nachdem die 2. Brigade sich neu mit Proviant und Munition versorgt hatte, ging de Négrier an diese Aufgabe und konnte die Chinesen am 23. Februar in der Schlacht von Dong Dang schlagen und zur Überquerung der Grenze zwingen. Er verfolgte die flüchtenden Truppen kurzzeitig auf chinesisches Gebiet und ließ dort ein bekanntes Zollgebäude, welches als Tor von China bekannt war, zerstören. Ein weiterer Vormarsch schien jedoch wegen der geringen personellen Stärke der 2. Brigade nicht möglich, weshalb sie sich bis Ende Februar nach Lang Son zurückzog.

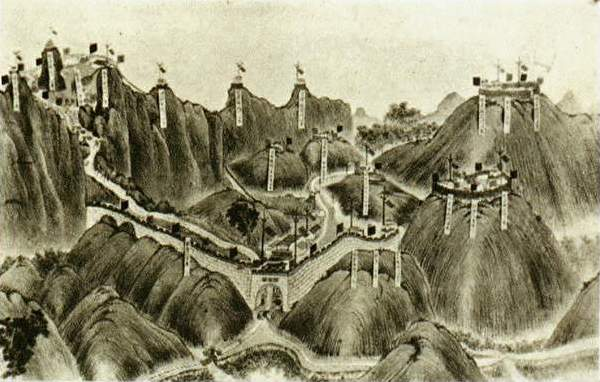
Chinesische Befestigungen am Zhennan-Pass

Durch die französischen Siege war es Anfang März zu einem Stillstand der Fronten gekommen. Während die Franzosen sich in ihren Stellungen einrichteten und wegen ihrer gefährlichen numerischen Unterlegenheit kein aktives Interesse daran zeigten, weiter nach Norden vorzurücken, waren die chinesischen Guangxi- und Yunnan-Armeen nicht dazu in der Lage, eine neue Offensive mit realistischen Erfolgsaussichten zu beginnen. Währenddessen erging aus Paris der Befehl an Brière de l'Isle, erneut mit der 2. Brigade auf chinesisches Gebiet vorzudringen, um die Regierung in Peking dazu zu bringen, um Frieden zu bitten. Dieser erwog zusammen mit de Négrier die Möglichkeit eines Vorstoßes auf die 60 Kilometer hinter der Grenze gelegene Garnisonsstadt Longzhou. Beide kamen jedoch zu dem Schluss, dass ein solcher Vorstoß die Möglichkeiten der französischen Truppen in Tonkin überstiege, und meldeten dies am 17. März an das Heeresministerium in Paris. Fast zeitgleich trafen jedoch Verstärkungen in Tonkin ein. Brière nahm die Planungen zum Vormarsch auf chinesisches Territorium jedoch nicht wieder auf, sondern verstärkte die 1. Brigade, um mit dieser die Yunnan-Armee zu zerschlagen oder zumindest weiter nach Norden zurückzudrängen.
Obwohl die 2. Brigade den Befehl hatte, ihre Verteidigungsstellungen in Lang Son zu halten, rückte sie Ende März erneut auf die chinesische Grenze vor und stieß nahe dieser am Zhennan-Pass auf etwa 25.000 verschanzte Soldaten der Guangxi-Armee. Obwohl er selbst nur 1.500 Soldaten zur Verfügung hatte, ordnete de Négrier am 23. März einen Angriff an. Während die Franzosen am ersten Tag der Schlacht von Bang Bo kleinere chinesische Stellungen erobern konnten, mussten sie diese am Folgetag nach einem starken chinesischen Gegenangriff aufgeben und sich auf ihre eigenen Stellungen zurückziehen. Hierbei kam es zu teils chaotischen Szenen und ersten Auflösungserscheinungen innerhalb der 1. Brigade. Wegen dieser Zeichen einer sinkenden Moral und knapper Munitionsvorräte ordnete de Négrier noch am selben Tag den Rückzug auf Lang Son an.
Die Chinesen nahmen die Verfolgung auf und griffen am 28. März die stark befestigten französischen Stellungen bei Ky Lua an. In diesem Gefecht konnten die Franzosen die Guangxi-Armee jedoch mit geringen Verlusten von nur 7 Toten und 38 Verwundeten vorerst abwehren und dabei womöglich bis zu 1.200 Gegner töten.
Unter den Verwundeten war auch General de Négrier, welcher gegen Ende des Gefechts von einer Kugel in die Brust getroffen wurde und das Kommando über die 2. Brigade infolgedessen an Oberstleutnant Paul-Gustave Herbinger abgeben musste. Herbinger war ein bekannter Militärtheoretiker, der sich im Deutsch-Französischen Krieg einen Namen gemacht hatte. Mehrere Offiziere hatten zu diesem Zeitpunkt jedoch bereits beklagt, dass Herbinger mit den Anforderungen des Krieges in Tonkin nicht zurechtkomme, was die Erfolglosigkeit der von ihm geführten Einheiten in der Lang Son-Kampagne und der Schlacht von Bang Bo gezeigt hätten.
Herbinger soll nach seiner Kommandoübernahme die Nerven verloren haben, da er mit der Verantwortung der Führung einer ganzen Brigade nicht fertiggeworden sei. Jedenfalls befürchtete er, obwohl die Guangxi-Armee gerade erst geschlagen worden war, eine chinesische Einkreisung Lang Sons, welche die Nachschublinien durchtrennen würde. Um einem solchen Manöver zuvorzukommen, ordnete er am Abend des 28. März gegen den Protest einiger seiner Offiziere den Rückzug der 2. Brigade auf Chu an, welches ihm besser zu verteidigen schien. Da Herbinger zu einem möglichst schnellen Rückzug drängte, ließen die Franzosen einen Großteil ihres Nachschubs und Proviant in Lang Son zurück. Zwar sammelte die 2. Brigade sich einige Tage später bei Chu, ihre Soldaten waren jedoch erschöpft und demoralisiert. Pin Dingxin, der Kommandeur der Guangxi-Armee, welcher sich mit dieser nach dem Gefecht bei Ky Lua auf dem Rückzug befand, ließ seine Truppen sofort kehrtmachen, als er vom französischen Rückzug aus Lang Son hörte, und zog am 30. März in die Stadt ein.
In der Zwischenzeit hatte auch die 1. Brigade einen Rückschlag einstecken müssen, als sich ein Teil ihrer Truppen am 23. März in der Schlacht von Phu Lam Tao geschlagen geben und zurückziehen musste, was die Vorbereitungen für eine erneute Offensive gegen die Yunnan-Armee vorerst zunichtemachte.

#### Der Zusammenbruch der Regierung Ferry

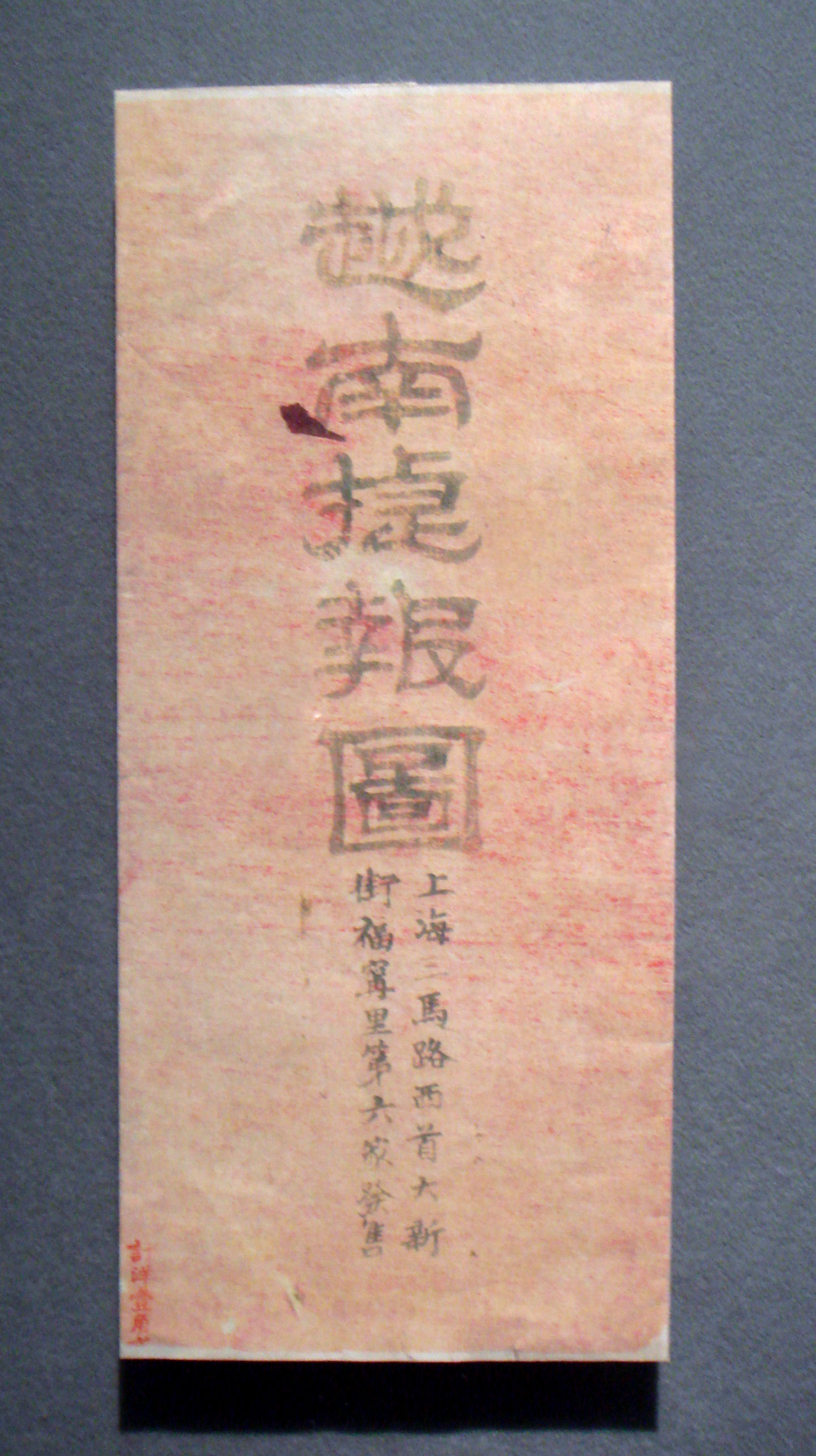
In Schanghai gedruckter, chinesischer Bericht über den Krieg

Keiner der Rückschläge konnte als ernst für die französischen Kriegsambitionen gelten, doch die alarmierenden Meldungen die Herbinger an Brière de l'Isle sandte, sorgten dafür, dass dieser die Situation weit ernster einschätzte, als sie war, und daher am Abend des 28. März ein Telegramm mit einer äußerst pessimistischen Lagebeurteilung nach Paris sandte. Dieses Telegramm sorgte in Paris für ein politisches Erdbeben. Die erste Reaktion der Regierung Ferry bestand darin, weitere Truppen nach Tonkin zu senden, und dies wurde auch weiterhin geplant, als Brière sich in einem zweiten Telegramm korrigierte und versicherte, die Front mit geringer Anstrengung wieder stabilisieren zu können. Dieses zweite Telegramm kam jedoch zu spät, da das erste bereits veröffentlicht worden war und für einen Aufschrei in der Abgeordnetenkammer gesorgt hatte. Ein Misstrauensvotum wurde angesetzt, und am 30. März stürzte die Regierung Ferry. Die Tonkin-Affäre, wie die politischen Konsequenzen des Krieges schon bald genannt wurden, beendete die politische Karriere von Jules Ferry nachhaltig. Er wurde nie wieder als Premierminister in Erwägung gezogen und verlor einen Großteil seines politischen Einflusses. Ferrys Nachfolger Henri Brisson ersuchte noch vor der offiziellen Amtsübernahme am 6. April um Frieden mit China, und dieses stimmte zu, die Bestimmungen der Übereinkunft von Tientsin umzusetzen. Frankreich verzichtete im Gegenzug auf die Forderung einer Entschädigung für den Zwischenfall von Bac Le. Ein Waffenstillstandsabkommen wurde somit schon am 4. April unterzeichnet, und am 9. Juni wurde in Tianjin ein Friedensabkommen von Li Hongzhang und dem französischen Gesandten Jules Patenôtre unterzeichnet.

#### Chinas Angst vor Japan
Auf chinesischer Seite wurde die Entscheidung, einen solchen Friedensvertrag trotz der gut erscheinenden momentanen Ausgangslage zu unterzeichnen, von einer schwelenden Angst vor Japan beeinflusst. Dieses verhielt sich zunehmend expansionistischer und hatte den chinesisch-französischen Konflikt genutzt, um das chinesische Protektorat über Korea zu schwächen. Im Dezember 1884 hatten die Japaner einen Putsch in Seoul unterstützt, welcher nur durch das Eingreifen chinesischer Truppen unter Yuan Shikai niedergeschlagen werden konnte. Der sogenannte Gapsin-Putsch brachte China und Japan an den Rand des Krieges und sorgte dafür, dass die chinesische Regierung die Japaner fortan als eine größere Bedrohung auffasste als die Franzosen. Daher ordnete die Kaiserinwitwe Cixi im Januar 1885 an, dass bei der nächsten günstigen Gelegenheit ein ehrenhafter Frieden mit Frankreich angestrebt werden sollte. Geheime Friedensgespräche fanden den Februar und März hindurch in Paris statt, weshalb es nach dem Sturz der Regierung Ferry so schnell möglich war, sich auf Waffenstillstandsbedingungen zu einigen.

#### Abschließende Aktionen
Während die militärische Front in Tonkin und die politische in Paris entschieden wurde, konnten im März 1885 noch zwei überragende Siege der Franzosen auf Taiwan verzeichnet werden, wo sich das dortige Expeditionskorps bisher nur schlecht geschlagen hatte. In einer Reihe von Gefechten zwischen dem 4. und 7. März war es den Truppen von Oberst Duchesne gelungen, den chinesischen Stellungsring um Keelung zu durchbrechen, nachdem ein Angriff auf die östliche Flanke erfolgreich gewesen war und die Verteidiger sich infolgedessen auf breiter Front auf den Fluss Keelung zurückgezogen hatten. Obwohl der französische Erfolg kurzzeitig für Panik im chinesischen Oberkommando in Taipei sorgte, waren Duchesnes Truppen nicht stark genug, um dies auszunutzen und ganz aus ihrem Brückenkopf auszubrechen. In der Keelung-Kampagne stellte sich nun eine Art Gleichgewicht der Kräfte ein. Die Franzosen hatten die Chinesen zurückgeworfen und sich eine günstige Ausgangsstellung erobert, waren jedoch nicht stark genug, um von dort weiter vorzustoßen, während die chinesischen Truppen unter Liu Mingchuan nichts weiter tun konnten oder wollten, als mit ihren vorgeschobenen Verteidigungen auf Fühlung zum Feind zu bleiben.

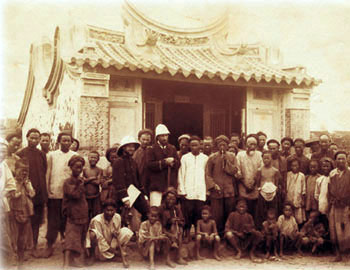
Französische Soldaten und Dorfbewohner vor einem Tempel in Makung auf den Pescadoren

Die Franzosen entschieden sich, diesen Stillstand für einen letzten Trumpf zu nutzen. Eine Einheit Marineinfanterie schiffte sich auf das Fernostgeschwader unter Admiral Courbet ein, um Ende März die Pescadoren zu erobern. Die Pescadoren-Kampagne stellte einen großen taktischen Sieg der Franzosen dar, da es die Möglichkeit der Chinesen einschränkte, Verstärkungen nach Taiwan zu entsenden. Allerdings kam dieser Erfolg zu spät, um den Ausgang des Krieges nachhaltig zu beeinflussen. Die Planungen für weitere Offensivaktionen wurden eingestellt, als sich die Nachricht vom Rückzug aus Lang Son am 28. März verbreitete, und Admiral Courbet machte sich bereit, die Truppen aus Keelung nach Tonkin zu verschiffen und Taiwan aufzugeben. Bevor dies umgesetzt werden konnte, wurde jedoch am 4. April das Waffenstillstandsabkommen unterzeichnet.
Die Nachricht von der Unterzeichnung des Waffenstillstands erreichte die chinesischen und französischen Truppen in Tonkin erst mit einigen Tagen Verspätung, und die letzten Feindseligkeiten fanden am 14. April statt, als die Franzosen einen chinesischen Angriff auf ihre Positionen abwehrten.
Das Waffenstillstandsabkommen verlangte von den Chinesen, ihre Truppen nun endgültig aus Tonkin zurückzuziehen, und Frankreich hielt Keelung und die Pescadoren bis mehrere Monate nach Unterzeichnung des Friedensabkommens besetzt, um eine Garantie für die Dauerhaftigkeit des chinesischen Abzuges zu haben. Während dieser Besetzung starb Admiral Courbet am 11. Juni nach kurzer, heftiger Krankheit in Makung auf den Pescadoren. Bis Ende Juni 1885 hatten sich auch die letzten Einheiten der Guangxi- und Yunnan-Armeen aus Tonkin zurückgezogen und auch die Truppen der Schwarzen Flaggen hatten Tonkin verlassen oder sich aufgelöst.

## Französische Versuche, eine Allianz mit Japan abzuschließen

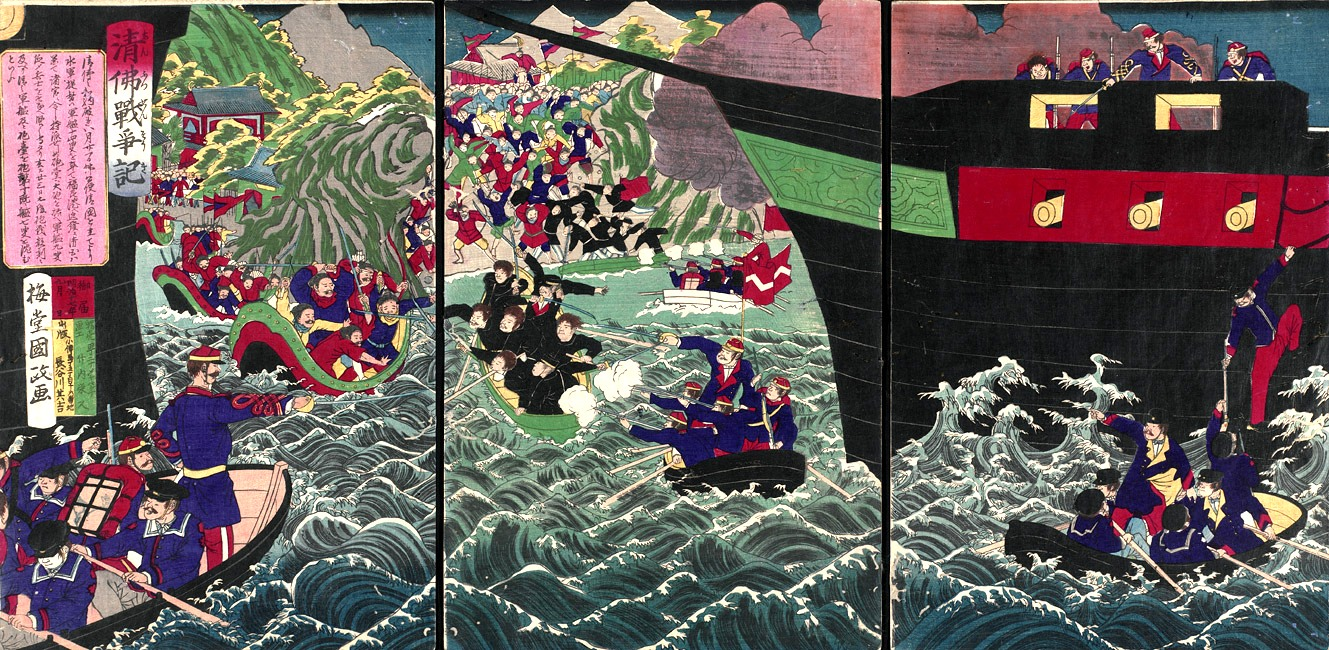
Japanische Darstellung der Schlacht von Fuzhou

Den Franzosen war die chinesische Angst vor Japan durchaus bewusst, und bereits nach dem Tod von Henri Rivière in der Schlacht an der Papierbrücke hatten sie erstmals bei Japan bezüglich einer Militärallianz angefühlt, um die eigene Position in Tonkin zu stärken. Der französische Außenminister Paul Challemel-Lacour glaubte, dass Frankreich diese Unterstützung nicht verspielen dürfe, da Japans Hilfe eines Tages noch nützlich sein könne. Um seine Position bei den Japanern zu verstärken, bot Frankreich, entgegen der Forderungen Großbritanniens, seine Hilfe dabei an, die Ungleichen Verträge der Bakumatsu-Ära zu annullieren. Japan war zu dieser Zeit jedoch nicht ernsthaft an einer solchen Allianz interessiert, da es die zumindest theoretische militärische Macht Chinas noch fürchtete. Mit der weiteren Zunahme der Spannungen in Tonkin und Annam versuchten die Franzosen jedoch noch hartnäckiger, japanische Hilfe zu erhalten.
Nachdem die Franzosen bei ihren Operationen auf Taiwan in Schwierigkeiten geraten waren, startete eine neue Runde von Versuchen einer Zusammenarbeit, die sogar zu direkten Gesprächen führte, in denen Japan seine Hilfe von Frankreichs Bemühungen zur Annullierung der ungleichen Verträge festmachte. Die Hoffnungen auf eine Allianz wurden im Dezember erneuert, als es über den Gapsin-Putsch in Korea zu Spannungen zwischen Japan und China kam. Im Verlauf der ersten Monate des Jahres 1885 schwand das französische Interesse an einer Zusammenarbeit jedoch, da die Fortschritte in Tonkin auf einen baldigen Kriegssieg ohne Hilfe hoffen ließen, während sich die öffentliche Meinung in Japan zunehmend für eine Allianz aussprach, da ein eigener Krieg mit China wahrscheinlicher schien. Der Krieg und das französische Interesse an einer Allianz endeten jedoch, ohne dass die Grundsteine für eine solche gelegt worden sind.

## Folgen
Durch den Friedensvertrag vom Juni 1885 erreichten die Franzosen das Ziel, für das sie Krieg geführt hatten, nämlich das uneingeschränkte Protektorat über Tonkin. Die Besetzung von Keelung und der Pescadoren wurde zunächst beibehalten, vor allem weil Admiral Courbet darin ein Gegengewicht zur britischen Kronkolonie Hongkong sah. Nach seinem Tod wurde diese dem Friedensvertrag widersprechende Besetzung in Frankreich jedoch weniger unterstützt, und schließlich zogen sich die Franzosen zurück. In den folgenden Jahren zerschlugen französische Truppen die letzten vietnamesischen Widerstandsbewegungen und festigten ihre Position in Annam und Tonkin. 1887 wurden Annam, Cochinchina, Kambodscha und Tonkin in dem Verwaltungsgebiet Französisch-Indochina zusammengefasst. 1893 wurde diesem nach dem Französisch-Siamesischen Krieg auch noch das an Frankreich abgetretene Gebiet Laos zugeschlagen.

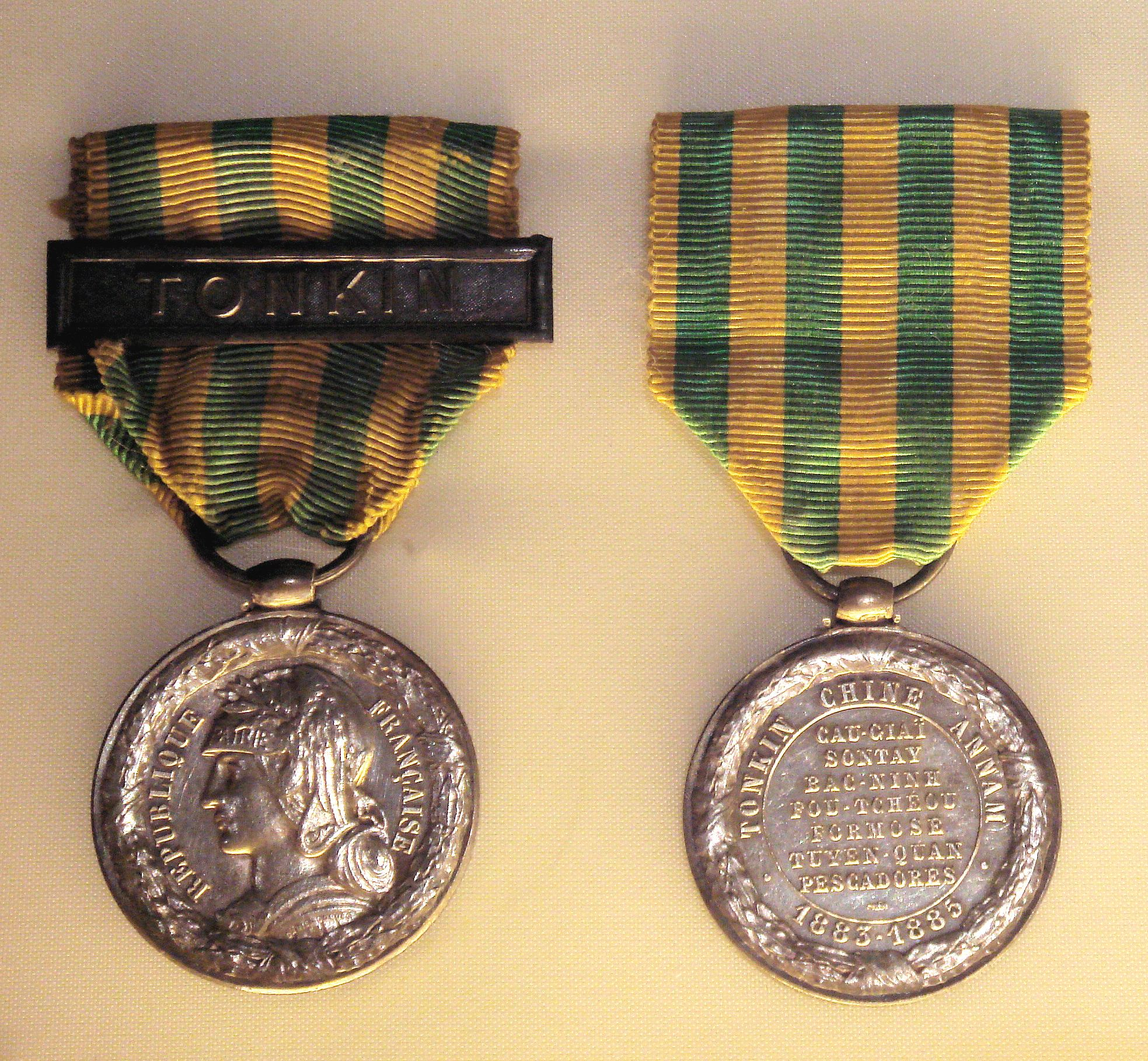
Die Gedenkmedaille Tonkin wurde an französische Kriegsteilnehmer verliehen

Innenpolitisch dämpfte das unbefriedigende Ende des Chinesisch-Französischen Krieges die Begeisterung für die Kolonialpolitik. Der Krieg beendete die Karriere von Jules Ferry, und durch die Tonkin-Debatte verlor auch sein Nachfolger Henri Brisson sein Amt, nachdem Georges Clemenceau und andere Gegner der Kolonialpolitik beinahe den Rückzug Frankreichs aus Indochina erreicht hatten. In der Abgeordnetenkammer ging die Abstimmung über die weitere Unterstützung des Expeditionskorps Tonkin mit 274 zu 270 Stimmen sehr knapp aus. Auguste Thomazi und andere bemerkten dazu später teils ironisch, Frankreich habe Indochina entgegen den eigenen Wünschen erobert. Die Tonkin-Affäre beschädigte das Ansehen der französischen Kolonialpolitik nachhaltig und verzögerte andere Projekte wie die Eroberung von Madagaskar. Erst im Verlauf des Jahres 1890 kam es zu einer neuerlichen, allmählichen Wende der öffentlichen Meinung.
In China stärkte der Krieg nationalistische Strömungen und Bewegungen und war ein weiterer Schritt zum Sturz der Qing-Dynastie. Besonders der Verlust der Fujian-Flotte am 23. August wurde als schmerzhaft empfunden. Viele beklagten, die nördlichen Armeen und die Beiyang-Flotte habe nicht in die Kämpfe eingegriffen; deren Führer hingegen verteidigten dies mit Hinweis auf die Bedrohung durch Japan und Russland und wiesen darauf hin, Korea wäre möglicherweise verlorengegangen, hätten keine Truppen im Norden bereitgestanden. Die Kaiserinwitwe Cixi ordnete umfassende Flottenreformen an, die jedoch kaum umgesetzt wurden, weshalb die chinesische Marine auch im Ersten Chinesisch-Japanischen Krieg schlecht abschnitt.